# Sørlandet
Sørlandet (norw. południowa ziemia) – region Norwegii położony u wybrzeża Skagerraku w południowej części kraju. W jego skład wchodzi jeden okręg: Agder. Obszar ten zajmuje 16.493 km². Nazwa ta została wprowadzona w roku 1902 przez miejscowego autora Wilhelma Kraga. Granice regionu Sørlandet zbiegają się z historycznym, niewielkim królestwem Agder.
Miasta regionu Sørlandet, od zachodu na wschód to:
- Flekkefjord
- Farsund
- Mandal
- Kristiansand
- Lillesand
- Grimstad
- Arendal
- Tvedestrand
- Risør

## Galeria zdjęć

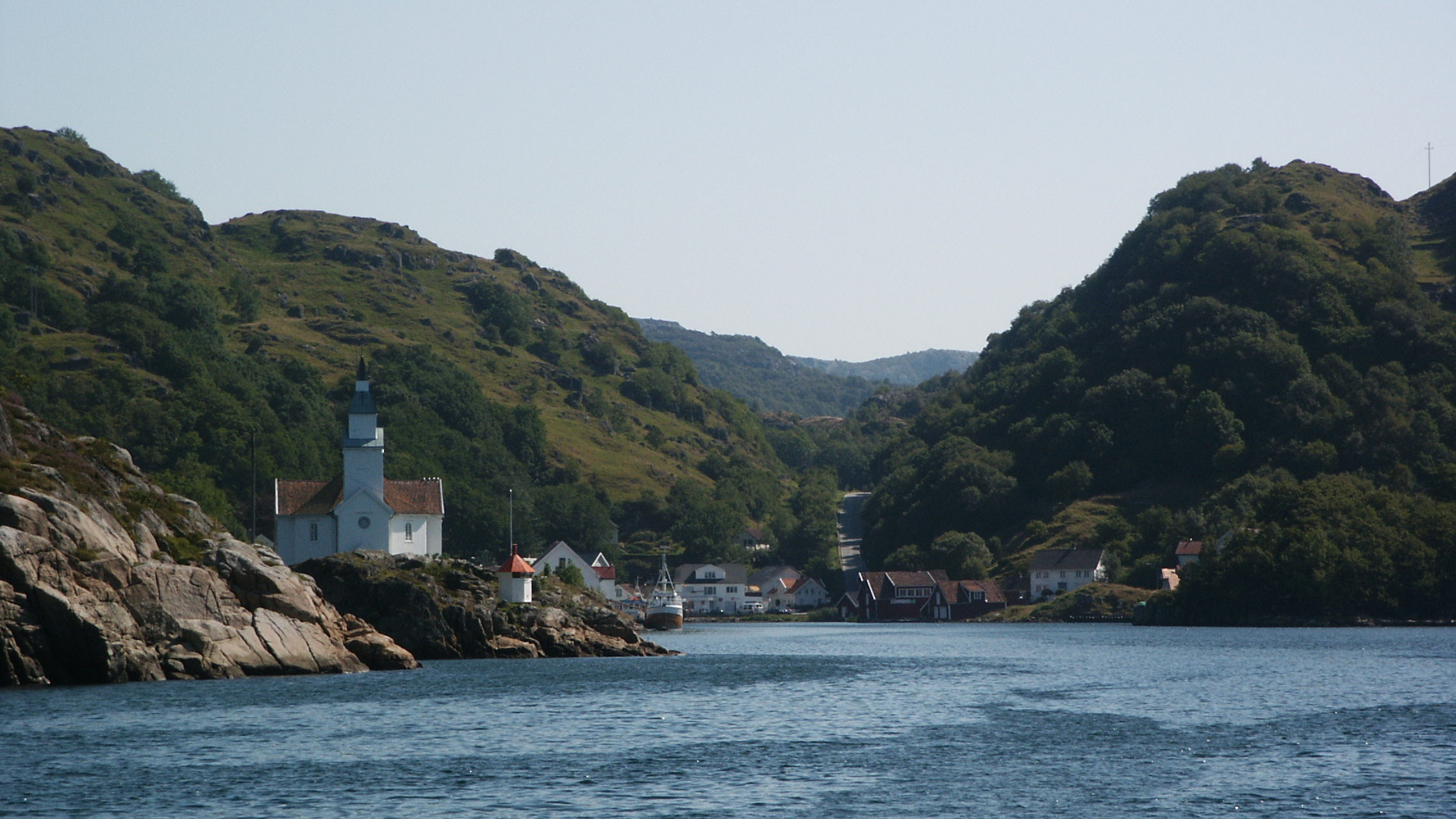
Kirkehavn na Hidra, Vest-Agder, Norway
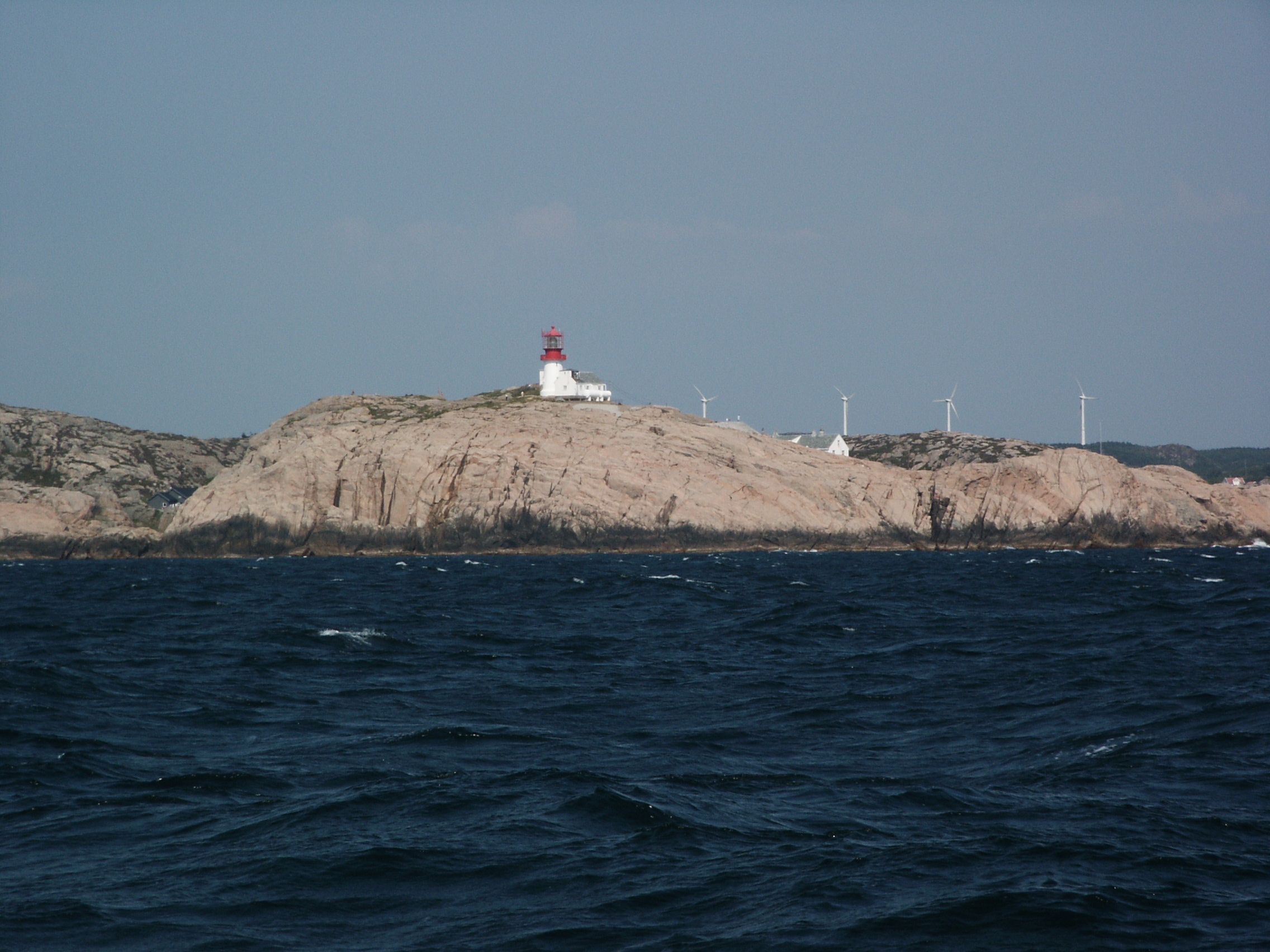
Latarnia na przylądku Lindesnes
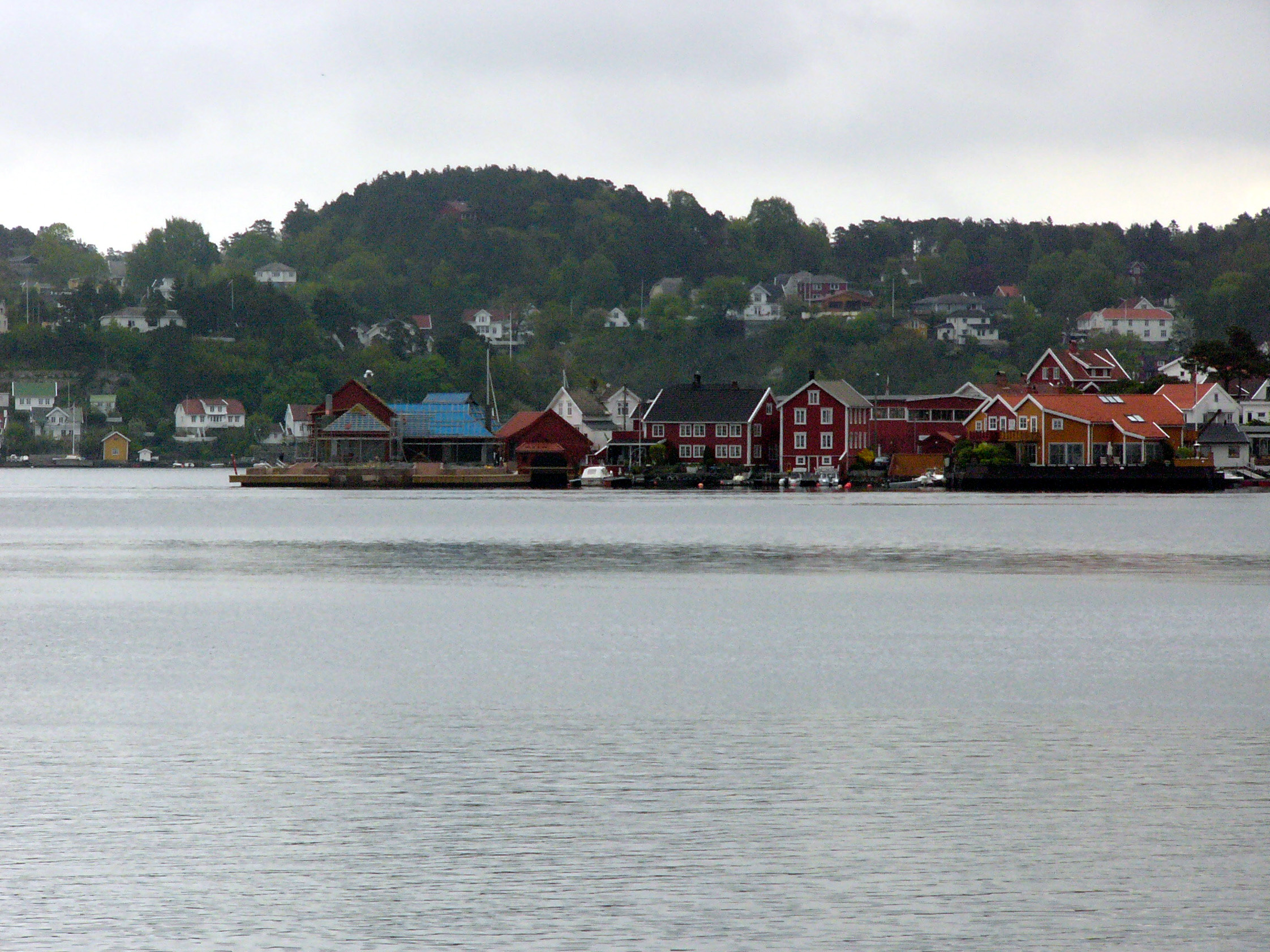
Arendal w Norwegii
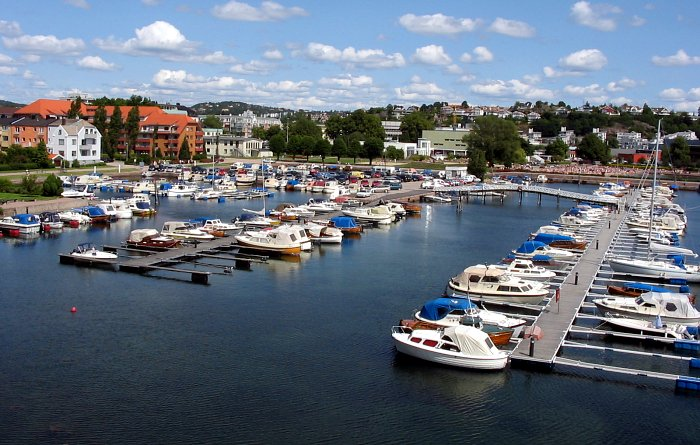
Port Kristiansand